# Puccinia rufipes
Puccinia rufipes ist eine Ständerpilzart aus der Ordnung der Rostpilze (Pucciniales). Der Pilz ist ein Endoparasit von   Thunbergia-Arten und Imperata cylindrica. Symptome des Befalls durch die Art sind Rostflecken und Pusteln auf den Blattoberflächen der Wirtspflanzen. Sie kommt in weiten Teilen der Alten Welt vor.

## Merkmale

### Makroskopische Merkmale
Puccinia rufipes ist mit bloßem Auge nur anhand der auf der Oberfläche des Wirtes hervortretenden Sporenlager zu erkennen. Sie wachsen in Nestern, die als gelbliche bis braune Flecken und Pusteln auf den Blattoberflächen erscheinen.

### Mikroskopische Merkmale
Das Myzel von Puccinia rufipes wächst wie bei allen Puccinia-Arten interzellulär und bildet Saugfäden, die in das Speichergewebe des Wirtes wachsen. Die Aeciosporen der Art sind 19–28 × 16–25 µm groß, hyalin und fein runzelig. Die zimtbraunen Uredien wachsen beidseitig auf den Blättern des Wirtes. Ihre bräunlichen Uredosporen sind oval bis eiförmig, 27–33 × 18–25 µm groß und fein stachelwarzig. Die Telien der Art sind schwarzbraun, früh offenliegend und wachsen beidseitig. Die haselnussbraunen Teliosporen sind zweizellig, in der Regel ellipsoid und 30–36 × 18–23 µm groß; ihre Stiele sind bräunlich und bis zu 90 µm lang.

## Verbreitung
Das bekannte Verbreitungsgebiet von Puccinia rufipes reicht von Afrika über das östliche Eurasien bis nach Australien.

## Ökologie
Die Wirtspflanzen von Puccinia rufipes sind als Haplont verschiedene Thunbergia-Arten, als Dikaryont Imperata cylindrica. Der Pilz ernährt sich von den im Speichergewebe der Pflanzen vorhandenen Nährstoffen, seine Sporenlager brechen später durch die Blattoberfläche und setzen Sporen frei. Die Art verfügt über einen Entwicklungszyklus mit Aecien, Spermogonien, Telien und Uredien und vollzieht einen Wirtswechsel.